# 존 구달
존 구달(1863년 6월 19일 ~ 1942년 5월 20일)은 잉글랜드의 축구 선수 출신 축구 지도자이다. 현역 시절 포지션은 공격수였다.

## 클럽 경력
1885-86시즌을 앞두고 프레스턴 노스 엔드 FC와 계약했다. 던디 스테치모어와의 친선경기에서 9골을 득점하며 팀의 16-2 대승을 이끌기도 했다. 1887-88시즌에는 팀이 잉글랜드 FA컵 결승전에 진출했지만 준우승에 그쳤다.
1888년 잉글리시 풋볼 리그가 처음으로 시행되면서 프레스턴 소속으로 참여했다. 1888년 9월 8일 열린 번리 FC와의 경기에서 리그 첫 경기를 치렀다. 1888년 9월 15일 열린 울버햄프턴 원더러스 FC와의 경기에서 자신의 리그 첫 골을 넣었다. 1888년 10월 27일에 열린 울버햄프턴 원더러스와의 경기에서 해트트릭을 기록하면서 팀의 5-2 승리를 이끌었다. 1888년 12월 8일에 열린 노츠 카운티 FC와의 경기에서도 해트트릭을 가동했으며 팀의 7-0 승리를 이끌었다. 존 구달은 21경기에 나서 21골을 기록해 경기당 1골의 득점력을 보여주었으며 잉글랜드 1부리그의 초대 득점왕에 등극했다. 또한 소속팀 프레스턴 역시 풋볼리그에서 우승을 차지했다. 또한 1888-89시즌 FA컵 경기에도 활약했으며 팀의 FA컵 우승에도 공헌했다.
1889년, 더비 카운티 FC로 이적했다.
1903년 왓퍼드의 감독으로 취임 이후에도 선수로 종종 경기에 뛰었으며 1907년까지 왓퍼드에서 활약했다.

## 국가대표팀 경력
1888년 2월 4일 열린 웨일스 축구 국가대표팀과의 경기에서 잉글랜드 대표팀 데뷔전을 치렀다. 존 구달은 이 경기에서 국가대표팀 데뷔골을 넣었으며 팀은 5-1 대승을 거두었다. 1889년 3월 17일 열린 스코틀랜드 축구 국가대표팀과의 경기에서도 출전했으며 이 경기에서도 득점포를 가동했다.
1888-89 브리티시 홈 챔피언십에서도 활약했으며 웨일스와의 경기에서 득점했다.

## 지도자 경력
1903년, 왓퍼드 FC의 첫번째 감독으로 선임되면서 지도자 생활을 시작했다. 존 구달은 이 시기 선수 겸 감독으로 활동했다. 하지만 1907년 이후에는 감독의 역할에 집중했다.
1910년, 프랑스의 RC 루베의 감독으로 취임했으며 1912년 마디 AFC의 감독을 맡았다.

## 기타
존 구달은 축구 선수 이외에도 크리켓 선수로도 활동했다.